# Rubus kolmarensis
Rubus kolmarensis är en rosväxtart som beskrevs av Franz Joseph Spribille. Rubus kolmarensis ingår i släktet rubusar, och familjen rosväxter. Inga underarter finns listade i Catalogue of Life.